# Torrendia
Torrendia — рід грибів родини Amanitaceae. Назва вперше опублікована 1902 року.